# 広島県道77号久地伏谷線
広島県道77号久地伏谷線（ひろしまけんどう77ごう くちふしだにせん）は、広島県広島市安佐北区から佐伯区に至る県道（主要地方道）である。

## 概要
広島県広島市安佐北区安佐町久地と佐伯区湯来町伏谷を結ぶ。

### 路線データ
- 起点：広島市安佐北区安佐町久地（戸山分かれ交差点、広島県道38号広島豊平線交点）
- 終点：広島市佐伯区湯来町伏谷（川角交差点、国道433号（国道488号・広島県道41号五日市筒賀線 重複）上・広島県道292号川角佐伯線（旧道）交点）
- 総延長：
- 実延長：11.106 km[1]
- 認定：1994年（平成6年）4月1日[1]

## 歴史
- 1993年（平成5年）5月11日 - 建設省から、県道久地廿日市線の一部が久地伏谷線として主要地方道に指定される[2]。

## 路線状況

### 重複区間
- 広島県道71号広島湯来線（広島市安佐南区沼田町阿戸 - 広島市安佐南区沼田町吉山）
- 国道433号・国道488号・広島県道41号五日市筒賀線（広島市佐伯区湯来町葛原 - 広島市佐伯区湯来町伏谷・川角交差点）

## 地理

### 通過する自治体
- 広島市（安佐北区 - 安佐南区 - 佐伯区）

### 交差する道路
| 交差する道路 | 市町村名 | 市町村名 | 交差する場所             | 交差する場所                  |
| --- | -------- | -------- | ------------------------ | ----------------------------- |
| 広島県道38号広島豊平線                                                                                             | 広島市   | 安佐北区 | 安佐町久地               | 戸山分かれ交差点 / 起点       |
| 広島県道71号広島湯来線 重複区間起点                                                                                | 広島市   | 安佐南区 | 沼田町阿戸               |                               |
| 広島県道71号広島湯来線 重複区間終点                                                                                | 広島市   | 安佐南区 | 沼田町吉山               |                               |
| 国道433号 重複区間起点 国道488号 重複区間起点 広島県道41号五日市筒賀線 重複区間起点                                | 広島市   | 佐伯区   | 湯来町葛原（つづらはら） |                               |
| 広島県道292号川角佐伯線                                                                                            | 広島市   | 佐伯区   | 湯来町伏谷（ふしだに）   | 新川角橋北詰交差点            |
| 国道433号 重複区間終点 国道488号 重複区間終点 広島県道41号五日市筒賀線 重複区間終点 広島県道292号川角佐伯線 / 旧道 | 広島市   | 佐伯区   | 湯来町伏谷               | 川角（かわすみ）交差点 / 終点 |